# Игрок года футбольного клуба «Динамо» (Москва)
Игрок года футбольного клуба «Динамо» Москва — награда, вручаемая лучшему футболисту московского «Динамо» по итогам прошедшего сезона по результатам голосования болельщиков клуба.
Первый приз был вручён португальцу Данни по итогам сезона 2005, который стал для него дебютным в клубе. Со следующего года так же начато вручение приза лучшему молодому игроку «Надежда „Динамо“». В первый год награду получил Антон Шунин.
Три раза награду «Лучшему игроку» делили между собой два или три футболиста, один раз молодые игроки разделили приз «Надежда „Динамо“». Данни, Леандро Фернандес, Игорь Семшов, Александр Кокорин и Себастиан Шиманьский получали награду по два раза, Кокорин к тому же становился ещё и лучшим молодым футболистом. Александр Ташаев и Антон Шунин также признавались лучшим молодым и лучшим игроком.
После каждого официального матча болельщики «Динамо» голосуют за лучшего игрока на сайте Fcdin.com, на котором также эксперты выставляют свои оценки футболистам. По итогам сезона проводится специальное голосование.
По итогам сезона 2015/16 «Динамо» вылетело из Премьер-лиги и приз лучшему игроку было решено не вручать.
Чаще всего лучшими игроками признавались полузащитники, а лучшими молодыми игроками — нападающие.
Учредителями приза являются интернет-проекты Fcdin.com и Dynamomania.ru.

## Награды
| Сезон   | Лучший игрок                        | Лучший молодой игрок             |
| ------- | ----------------------------------- | -------------------------------- |
| 2005    | Данни                               | —                                |
| 2006    | Леандро Фернандес                   | Антон Шунин                      |
| 2007    | Игорь Семшов Дмитрий Хохлов Данни   | Александр Лобков                 |
| 2008    | Игорь Семшов                        | Никита Чичерин Александр Кокорин |
| 2009    | Владимир Габулов                    | Виктор Свежов                    |
| 2010    | Кевин Кураньи                       | Ираклий Логуа                    |
| 2011/12 | Андрей Воронин                      | Андрей Панюков                   |
| 2012/13 | Леандро Фернандес Александр Кокорин | Павел Соломатин                  |
| 2013/14 | Александр Кокорин Владимир Гранат   | Дмитрий Живоглядов               |
| 2014/15 | Матьё Вальбуэна                     | Роман Зобнин                     |
| 2015/16 | —                                   | Александр Ташаев                 |
| 2016/17 | Кирилл Панченко                     | Максим Кузьмин                   |
| 2017/18 | Александр Ташаев                    | —                                |
| 2018/19 | Антон Шунин                         | —                                |
| 2019/20 | Иван Ордец                          | Владислав Карапузов              |
| 2020/21 | Себастиан Шиманьский                | Арсен Захарян                    |
| 2021/22 | Себастиан Шиманьский                | Ярослав Гладышев                 |
| 2022/23 | Константин Тюкавин                  | —                                |